# Colom imperial de Geelvink
El colom imperial de Geelvink (Ducula geelvinkiana) és una espècie d'ocell de la família dels colúmbids (Columbidae) que habita els boscos de les illes de la Badia de Geelvink, a l'oest de Nova Guinea.